# Owen Chamberlain
Owen Chamberlain (ur. 10 lipca 1920 w San Francisco, zm. 28 lutego 2006 w Berkeley) – amerykański fizyk, laureat Nagrody Nobla w dziedzinie fizyki w 1959 roku.

## Życiorys
Studiował na Uniwersytecie Kalifornijskim w Berkeley, gdzie także obronił doktorat (pod kierunkiem Enrica Fermiego) i był profesorem (od roku 1958). Brał udział w pracach nad amerykańską bombą atomową (Projekt Manhattan). Zajmował się przede wszystkim rozszczepianiem i rozpadem jąder atomu, dyfrakcją neutronów w cieczach oraz rozpraszaniem nukleonów o dużych energiach. Wraz z Emilio Segre w roku 1955 odkrył antyproton, za co w roku 1959 uczonych uhonorowano Nagrodą Nobla.
W roku 1989 przeszedł na emeryturę po tym, jak cztery lata wcześniej zdiagnozowano u niego chorobę Parkinsona.